# Cloud.ru (провайдер)
Cloud.ru (в прошлом SberCloud, Cloud) — провайдер облачных технологий, до мая 2022 года входил в бизнес-экосистему «Сбера». Предоставляет облачные инфраструктурные сервисы (виртуальные серверы, облачные хранилища данных), платформенные сервисы, облачную платформу для разработки и эксплуатации моделей машинного обучения на базе двух суперкомпьютеров — Christofari и Christofari Neo, а также облачную платформу собственной разработки на свободно распространяемых компонентах.

## История
Сбербанк начал разработку собственной облачной платформы в рамках принятой в конце 2017 года стратегии трансформации в многопрофильную технологическую компанию. Первоначально разработка велась в сотрудничестве с системным интегратором «Ай-Теко», но в конце 2018 года Сбербанк вышел из совместного проекта и создал новую платформу под брендом Cloud.ru (в прошлом SberCloud).
В феврале 2019 года Cloud.ru представила «Виртуальный ЦОД» — сервис аренды вычислительных ресурсов и облачного хранения данных, инструменты резервного копирования и средства информационной безопасности на базе собственных дата-центров. Впоследствии эти инфраструктурные сервисы Cloud.ru стала предлагать в рамках продуктовой линейки Cloud.ru Enterprise.
Летом 2019 года в рамках ПМЭФ облачный провайдер объявил о сотрудничестве с Nvidia в направлении разработки и внедрения услуг на основе искусственного интеллекта. В декабре 2019 года Cloud.ru и Сбербанк запустили в коммерческую эксплуатацию суперкомпьютер Christofari, разработанный совместно с Nvidia на базе кластерных суперкомпьютеров DGX-2 и ускорителей вычислений Tesla V100 (позднее его мощности станут основой платформы ML Space). В марте 2020 года в технологическом партнёрстве с Huawei и с использованием её технологий Cloud.ru запустила облачную платформу Cloud.ru Advanced, которая включает интегрированные между собой инфраструктурные и платформенные облачные сервисы.
В ноябре 2021 года на международной конференции AI Journey «Сбера» компания Cloud.ru представила новый суперкомпьютер Christofari Neo, который вдвое мощнее Christofari — 11,95 петафлопс против 6,67 петафлопс. Он также создан на основе технологий Nvidia. Первыми доступ к суперкомпьютеру получили команды SberDevices и Sber AI, разработавшие первый сервис на основе нейросети DALL-E, который создаёт изображения по запросу на русском языке. Cloud.ru также представила соревновательную платформу Data Science Works (DS Works) для тематических чемпионатов и решения прикладных задач в бизнесе.
В мае 2022 года Cloud.ru (в прошлом SberCloud) вышла из экосистемы «Сбера». Акционером числится АО «Новые возможности», по данным СПАРК и ЕГРЮЛ, учредителем этой компании выступает физическое лицо, данные которого не раскрываются.
Также в 2022 году Cloud.ru оценил облачную зрелость компаний в 2023 году, где были изучены особенности миграции в облако российских компаний на основе результатов опросов и интервью большого количества компаний, а также выявлены особенности развития облаков в различных сегментах рынка и индустриях.
22 мая 2023 года в компании прошел ребрендинг, по итогам которого обновилось название (Cloud.ru) и фирменный стиль.
В июле 2023 года открылся архитектурный центр клиентских решений Cloud.ru, а в сентябре компания первая в России запустила сертификацию по продуктам облачной платформы для физических и юридических лиц Cloud.ru Advanced.
Cloud.ru оценила облачную зрелость компаний в 2023 году, где были изучены особенности миграции в облако российских компаний на основе результатов опросов и интервью большого количества компаний, а также выявлены особенности развития облаков в различных сегментах рынка и индустриях. Также в 2023 году было проведено исследование «Панорама российского IT-рынка». В материале представлен обзор IT-рынка в B2B-отрасли, динамика его развития с 2019 года, а также аналитика по уровню концентрации сегментов и роли компаний-лидеров в их развитии.
21 марта 2024 года на IT-конференции GoCloud была официально представлена облачная платформа собственной разработки Cloud.ru Evolution.
В июне 2024 года на технологической конференции GigaConf была анонсирована Cloud.ru Evolution Stack —  модульная облачная платформа для создания частного, гибридного или распределенного облака с учетом существующего IT-ландшафта компании.
24 октября 2024 года Cloud.ru провел конференцию для IT-специалистов GoCloud Tech и поделился итогами развития платформы Cloud.ru Evolution за полгода.

## Компоненты
Cloud.ru предлагает следующие платформы:
- Облачную инфраструктуру на платформе Облако VMware для юридических лиц.
- Облачную платформу Cloud.ru Advanced, включающую более 50 интегрированных между собой инфраструктурных (IaaS) и платформенных (PaaS) сервисов, пользователями которых могут быть как юридические, так и частные лица. Им доступны виртуальные машины (в т.ч. с GPU-ускорением) и инструменты для управления ими, выделенные физические серверы, СУБД, службы бессерверных вычислений, службы управления кластерами Kubernetes, хостинг API, сервис кэширования данных, инструменты для анализа больших данных и т.д..[28][29][30][31][32].
- Облачную платформу для создания и развертывания моделей машинного обучения Cloud.ru ML Space на базе вычислительных мощностей суперкомпьютеров Christofari и Christofari Neo[33].
- Облачную платформу Cloud.ru Evolution собственной разработки на свободно распространяемых компонентах[3]. С ее помощью можно разрабатывать и тестировать проекты на виртуальных машинах, безопасно публиковать приложения в интернете, работать с cloud native приложениями. Пользователями платформы могут быть как юридические, так и частные лица.

### AI Cloud и Cloud.ru ML Space
В 2019 году компания запустила платформу AI Cloud, которая была основана на мощностях суперкомпьютера Christofari и включала инструменты для работы с данными, создания моделей искусственного интеллекта, обучения нейросетей и создания на их основе микросервисов.
В декабре 2020 года на базе AI Cloud была создана новая платформа Cloud.ru ML Space, заточенная под работу с моделями машинного обучения. Cloud.ru ML Space состоит из модулей-сервисов для решения определённых задач по хранению, анализу и управлению жизненным циклом данных, датасетов, моделей, контейнеров и т. д. Платформа использует UI Jupyter Notebook и Jupiter Lab, предоставляет предварительно развёрнутые и настроенные фреймворки и библиотеки для ML-разработки, а также поддерживает популярные инструменты для препроцессинга данных GPU. Одновременно с запуском платформы Cloud.ru открыла грантовую программу для проектов в области ML-технологий, использующих Cloud.ru ML Space.
На AI Journey 2021 компания представила обновления Cloud.ru ML Spacе: её новые модули-сервисы и гибридную версию платформы Cloud.ru ML Space Private, часть которой можно установить на серверах клиентов, а вычисления реализовывать в облаке Cloud.ru. Доработанный модуль AutoML по автоматическому созданию моделей на табличных данных стал доступен для задач нейролингвистического программирования и компьютерного зрения. Модуль Pipelines позволяет ставить на поток цикл экспериментов, а AI Services представляет собой маркетплейс сторонних data science сервисов и продуктов с ML-составляющей.

### Услуги
В апреле 2021 года Cloud.ru представила сервисы поддержки цифровой трансформации Professional и Managed Services. Первый включает услуги по внедрению и адаптации облачных продуктов, технологический консалтинг и сопровождение миграции. Второй — администрирование виртуальной IT-инфраструктуры в рамках используемых облачных сервисов.

## Пользователи
Разработки Cloud.ru используются частными лицами, корпоративными пользователями, включая крупные российские и международные компании.
- В июле 2021 года компания Honor перенесла информационные системы российского представительства в облако Cloud.ru, став её ключевым клиентом в России[40].
- В мае 2021 года Cloud.ru объявила о планах на совместную разработку IT-проектов и запуск облачного сервиса вместе с GitHub для хостинга, размещённого и администрируемого в России, ориентированного на корпоративных клиентов[1].
- Cloud.ru выступает крупным подрядчиком компании «Уралхим»: разрабатывает сервисы для корпоративного хранения и анализа данных, ускоряющие цифровую трансформацию компании. На ПМЭФ-2021 организации подписали меморандум о совместном участии в государственных программах и приоритетных национальных проектах, связанных с большими данными[41].
- В числе крупных пользователей Cloud.ru сервис поиска работы Rabota.ru, федеральная девелоперская компания «Страна Девелопмент», российская сеть пиццерий Dodo, распространитель государственных лотерей «Столото» и не только[42][43][44][45].

### Безопасность
Cloud.ru аттестована на соответствие требованиям стандартов ISO/IEC 27001:2013 (управление информационной безопасностью), ISO/IEC 27001:2013 (безопасность облачных технологий) и ISO/IEC 27018:2019 (безопасность персональных данных), а также имеет аттестат соответствия требованиям уровней защиты УЗ-1 и УЗ-2 персональных данных в соответствии с нормами федерального закона №152-ФЗ «О персональных данных».
В апреле 2022 года платформа Cloud.ru ML Spacе получила аттестат, подтверждающий высший уровень защищенности персональных данных, включая биометрические данные.
В конце 2023 года платформа Cloud.ru Evolution получила аттестат соответствия требованиям уровня защиты УЗ-1 персональных данных в соответствии с нормами федерального закона №152-ФЗ «О персональных данных».

## Компания

### Руководство
С января 2020 года генеральным директором Cloud.ru является Евгений Колбин. Ранее он работал в Сбербанке: занимался запуском и развитием интернет-банка для юридических лиц, а также работал над развитием дистанционного банковского обслуживания и небанковских сервисов в составе платформы «Сбербанк Бизнес Онлайн». На этом посту он сменил Александра Сорокоумова.

### Финансовые показатели
По результатам 2020 года Cloud.ru получила выручку в 3,32 млрд рублей и вошла в пятёрку крупнейших в России IaaS-провайдеров с долей в 6,2% рынка . Рост к предшествующему периоду составил 1356%, что сделало Cloud.ru самой быстрорастущей IT-компанией в стране в рамках рейтинга TAdviser 100.

## Награды
2020
- AI Cloud отмечена премией IT World Awards в номинациях «Новый продукт года в области ИИ» (первое место), «Платформа для обработки данных» (второе место), «Актуальная технология в области ИИ» (третье место)[53].
- Cloud.ru Advanced признана лучшим платформенным сервисом в рамках премии CNews Awards[54].
- Совместный проект Cloud.ru и «СберЗдоровья» по распознаванию признаков патологии на снимках КТ легких признан лучшим цифровым решением в сфере здравоохранения в рамках премии ComNews Awards[55].

2021
- Cloud.ru ML Space получила премию IT World Awards в трёх номинациях: «Платформы для обработки данных» (первое место), «Искусственный интеллект» и «Актуальная технология года в области искусственного интеллекта» (второе место)[56][57].
- Компания вышла на первое место в рейтинге наиболее динамично развивающихся провайдеров IaaS и первое место среди крупнейших игроков на рынке PaaS по данным iKS-Consulting.[58]

2022
- Платформа DS Works от Cloud.ru заняла 2 место премии по цифровой трансформации организаций CDO/CDTO Summit & Award[59].
- Компания вышло на первое место в рейтинге крупнейших игроков на рынке PaaS по данным iKS-Consulting[60].
- Cloud.ru занял второе место в рейтинге крупнейших игроков российского рынка AI-решений и четвертое место среди самых быстрорастущих поставщиков AI-решений по выручке от Cnews.[61]
- Проект, разработанный Cloud.ru для клиента, стал лауреатом в номинации «Лучшие цифровые решения для нефтегазовой отрасли» в конкурсе от ComNews.[62]

2023
- Компания Cloud.ru была названа лучшим работодателем среди российских облачных провайдеров и компаний, предоставляющих услуги в области дата-центров. Такие данные приведены в исследовании «Лучшие работодатели в секторе IT-услуг», которое в январе 2023 года провело информационно-аналитическое агентство Telecomdaily[63].
- Благотворительный проект «Дети в IT» стал лауреатом премии «Лучшие социальные проекты России» в номинации «Образование и наука»[64].
- Cloud.ru (ООО «Облачные технологии») признана самым быстрорастущим провайдером IaaS. Такую награду компания получила 15 июня на торжественной церемонии награждения Data Center Awards 2023[65].
- В рейтинге крупнейших игроков российского рынка AI-решений, который проводит CNews, Cloud.ru заняла 1 место[66].
- В исследовании iKS-Consulting Cloud.ru занял первое место на рынке PaaS-сервисов по выручке и второе место среди провайдеров по выручке на рынке IaaS-сервисов.[67]

2024
- В рейтинге Хабр Карьеры Cloud.ru вошел в топ-5 лучших IT-компаний размером до 5 000 сотрудников.[68]
- В 2024 году сразу три топ-менеджера Cloud.ru заняли лидирующие позиции в категории IT: Евгений Колбин вошел в топ-5 высших руководителей, Андрей Зотов вошел в топ-10 коммерческих директоров, Наталия Толченникова вошла в топ-10 финансовых директоров.[69]
- В рейтинге от CNews Analytics Cloud.ru занял первое место среди крупнейших поставщиков PaaS и второе место среди крупнейших поставщиков IaaS.[70]
- В аналитическом отчете iKS-Consulting Cloud.ru занял первое место по доле рынка в сегментах PaaS и IaaS, а также по совокупной доле на рынке облачных вычислений.[71]